# Estanques Borisov
Los Estanques Borisov (en ruso:Борисовские пруды) es una serie de cuerpos de agua que se encuentra en el Distrito Administrativo del Sur de la capital rusa. Los Borisov es en conjunto la laguna más grande de Moscú que se origina por el paso del río Gorodnia (Городня) que desemboca en el Moskvá, se utiliza para la recreación, la natación y el canotaje. Esta charca consiste en varios tramos, por lo que se le llama en singular y plural,cubre 86 hectáreas con una profundidad media 2,5 m. Es área protegida,ya que es una extensión del Parque Tsarítsino.

## Trabajos

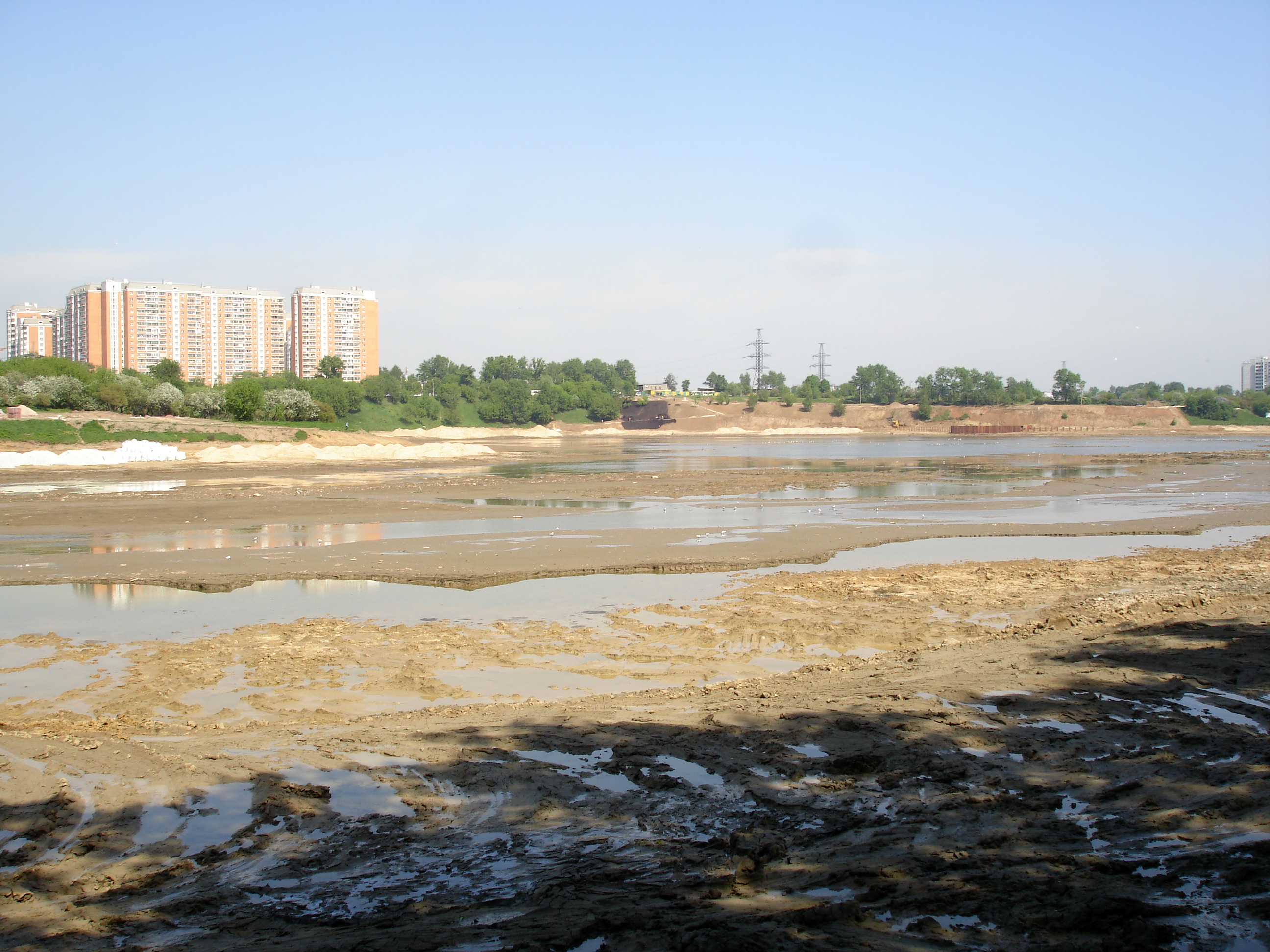

De 1983 a 1984 hubo trabajos de limpieza en el estanque y la estabilización de los bancos. En 2007 empezaron nuevas mejoras y limpiezas que terminaron en 2008.
El 30 de julio de 2011 el alcalde de Moscú, Sergei Sobyaninen visitó la zona donde anunció nuevos trabajos para la recreación. Las obras fueron dos campos de fútbol, ocho canchas de voleibol, 6 canchas de tenis, 8 km de ciclismo y 40 pabellones con rejas y otros objetos.Hay una estación de búsqueda y rescate,la  ПСС «Борисовская».

## Prohibición
A partir del 31 de julio de 2012 los estanques Borisov pertenecen a zona de baño No Autorizada.

## Imagen

Vista panorámica de los estanques Borisov.